# 갈색꽃박쥐
갈색꽃박쥐(Erophylla bombifrons)는 주걱박쥐과(신세계잎코박쥐류)에 속하는 박쥐의 일종이다. 히스파니올라섬의 토착종으로 현재 아이티와 도미니카 공화국 그리고 푸에르토리코에서 발견된다. 대부분의 경우에, 담황색꽃박쥐의 일부로 간주된다. 2종의 아종이 알려져 있다. 갈색꽃박쥐는 IUCN 적색 목록에서 개체수와 분포때문에 "관심대상종"으로 분류되었다. 현지에서 흔하게 발견되고, 서식지의 좀더 차가운 곳에서 수천마리의 박쥐가 무리를 이루고 휴식을 취한다.

## 아종
- Erophylla bombifrons bombifrons
- Erophylla bombifrons santacristobalensis

## 같이 보기
- 담황색꽃박쥐